# Référendum constitutionnel haïtien de 1964
Le Référendum de 1964 à Haïti fut une consultation électorale organisé par le président d'Haïti, François Duvalier, afin de le désigner comme « président à vie ». Il suit une première consultation organisée en 1961 et à l'issue de laquelle 100 % des votants avaient approuvé la prolongation de son mandat jusqu'en 1967.
Le président François Duvalier organisa le 14 juin 1964 un référendum afin de modifier la Constitution haïtienne et obtenir le droit de rester au pouvoir indéfiniment.
Toute opposition étant interdite, emprisonnée ou exilée, le résultat fut sans surprise.
| Choix | Nombre de bulletins |
| ----- | ------------------- |
| Oui   | 2 800 000           |
| Non   | 3 234               |